# 果化戰鬥
果化戰鬥發生於1930年8月9日，地點則是在中國桂西南一帶，是第一次国共内战初期所發生的內戰戰鬥之一。果化戰鬥的交戰雙方，一方為雲南張沖軍隊，另一方為紅七軍及紅八軍。